# Pavao I., papa
Pavao I., papa od 29. svibnja 757. do 28. lipnja 767. godine.

## Životopis
Bio je brat prethodnog pape Stjepana II., za čijeg je pontifikata služio kao rimski đakon. Nakon Stjepanove smrti su se stvorile dvije frakcije - jedna je htjela za novog papu Arhiđakona Teofilakta, a druga da papa postane Pavao. Drugi su prevgnuli prije svega zato što su Rimljani htjeli kontinuitet Stjepanove politike, čije su diplomatske inicijative kod Franaka omogućile papi da dobije neka područja u Srednjoj Italiji. Pavao I. se u tome pokazao manje uspješnim. Također je i pružio utočište progonjenim bizantskim monasima. Proglašen je svetim, a spomendan mu se obilježava 28. lipnja.